# Abdón Porte
Abdón Porte (Montevidéu, 1893 — Montevidéu, 5 de março de 1918) foi um antigo futebolista uruguaio, mártir do Club Nacional de Fútbol.

## Carreira
Começou a carreira no Colón Fútbol Club, para depois defender o extinto Libertad. Estreou no Nacional no dia 12 de março de 1911, em uma partida contra o Club Dublin. Atuou pela última vez contra o Charley, com vitória de 3 a 1 para o Nacional, no dia anterior ao seu suicídio.
No clube tricolor, Porte foi titular de forma indiscutível por sete anos,portando a faixa de capitão com galhardia. Em 207 partidas pelo bolso mostrou sempre um estilo aguerrido e combativo, obtendo numerosas conquistas de âmbito nacional e internacional.
Era um meio campista defensivo que atuou no Nacional, tendo também desempenhado a função de zagueiro pelo setor direito. É muito recordado pelos aficcionados do Nacional em razão de seu suicídio, quando foi nomeado pela comissão técnica o atleta Alfredo Zibechi para substitui-lo, baseando-se na queda de rendimento de Porte.

## Suicídio
Em começos de 1918, visando a temporada que se iniciava, a comissão ténica do clube queria algumas inovações e uma delas seria a gradativa renovação de elenco. Porte ficaria como suplente de Alfredo Zibechi, que despontava como um promissor talento.El Indio, como era conhecido, Porte não assimilou tal perspectiva: a de não defender mais o seu querido Nacional. Em 4 de março o Nacional venceu por 3 a 1 o Charley com uma atuação segura de Porte. Como era costume, à noite dirigentes e jogadores se reuniram para um pequeno festejo. Por volta da uma da manhã,  El Indio retirou-se da sede do clube sem que ninguém notasse nada de distinto no seu comportamento, e se dirigiu ao estádio Parque Central, que havia inaugurado juntamente com seus companheiros em 1911.
No meio da cancha sacou de uma arma para desferir um tiro contra o próprio coração. Tinha 24 anos (ou 25, pois a data exata de seu nascimento é desconhecida) e seu corpo foi encontrado pelo cão do zelador do estádio na manhã do fatídico 5 de março. O responsável pela manutenção do estádio achou junto ao corpo duas cartas, sendo uma dirigida ao presidente do clube, na qual Porte explicava a razão de seu gesto:
| “ | “Querido doutor José Maria Delgado. Peço a você e aos demais companheiros da comissão que façam por mim como fiz por vocês: façam por minha família e por minha querida mãe. Adeus querido amigo da vida!” | ” |

A segunda carta era um poema, em que ele deixava evidente sua paixão pelo clube:
| “ | “Nacional, ainda que em pó convertido e em pó sempre amante. Não esquecerei um instante o quanto te amei. Adeus para sempre!” | ” |

O suicído é explicado pela depressão causada pela reserva, que se somou à dor pela perda de dois de seus irmãos, também ex-jogadores do Nacional, vítimas da varíola. A morte de Abdón Porte causou grande comoção no meio desportivo uruguaio, sendo até hoje o exemplo máximo de amor por uma instituição clubística. Em honra ao ídolo que deu a própria vida ao clube, uma das tribunas do Gran Parque Central hoje se chama Abdón Porte.
O famoso escritor Horácio Quiroga escreveu um conto baseado no suicídio de Porte.

## Títulos
Nacional
- Campeonato Uruguaio: 1912, 1915, 1916 e 1917
- Copa Competencia: 1912, 1913, 1914 e 1915
- Copa de Honor: 1913, 1914, 1915, 1916 e 1917

Seleção Uruguaia
- Copa América: 1917